# シャルル・ネグレ
シャルル・ネグレ（Charles Nègre、1820年5月9日 - 1880年1月16日）はフランスの画家、1850年代から写真作品を残した初期の写真家である。

## 略歴
フランスの南東部のアルプ＝マリティーム県のグラースに生まれた。パリに出て、フランス国立高等美術学校に入学し、ポール・ドラローシュ、ミシェル・マルタン・ドロラン、ドミニク・アングルに学んだ。1843年から1864年の間、サロン・ド・パリに出展し、1850年に、3等メダルを受賞した。1847年に、人気画家、フランツ・ヴィンターハルターの後をついで、国王、ルイ・フィリップの肖像画の注文を受けた。画家、版画家としてのネグレの作品はプロヴァンス美術歴史博物館やモントーバンのアングル美術館などに収蔵されている。
ダゲールが1839年に写真術の発明を発表した後、ネグレは、パリの自分のスタジオに写真機を置いた。好奇心と自らの絵画表現に役立てる目的であったが、すぐに写真表現の可能性に気づき、写真家として専念することになった。当時の写真研究家のなかで、最も芸術的才能をもった人物として、ネグレの写真は評判となり、認知された。写真製版（Heliography）の技術の改良も行った。
フランスでは作家、考古学者のプロスペル・メリメの提案で、フランスの考古学的、歴史的遺物を写真で残す "Missions Héliographiques" というプロジェクトが行われたが、ネグレはそのメンバーに選ばれなかった。それに不満をもったネグレはフランス南西部の撮影を行い、アルプ＝マリティーム県を撮影した最初の写真家となった。シャルトル大聖堂の写真撮影を行い、1865年には 考古学者のリュイーヌ公爵（Honoré Théodoric d'Albert de Luynes）の依頼で中東の死海、ペトラ遺跡の撮影旅行を行った。彼の写真集は出版業者のグーピル（Adolphe Goupil）によって出版された
。
1863年に健康上の問題もあって、故郷に戻り、ニースに住み、ニースの学校で教え、工房も開きコート・ダジュールの風景写真などを撮影した。

## 作品

### 油絵

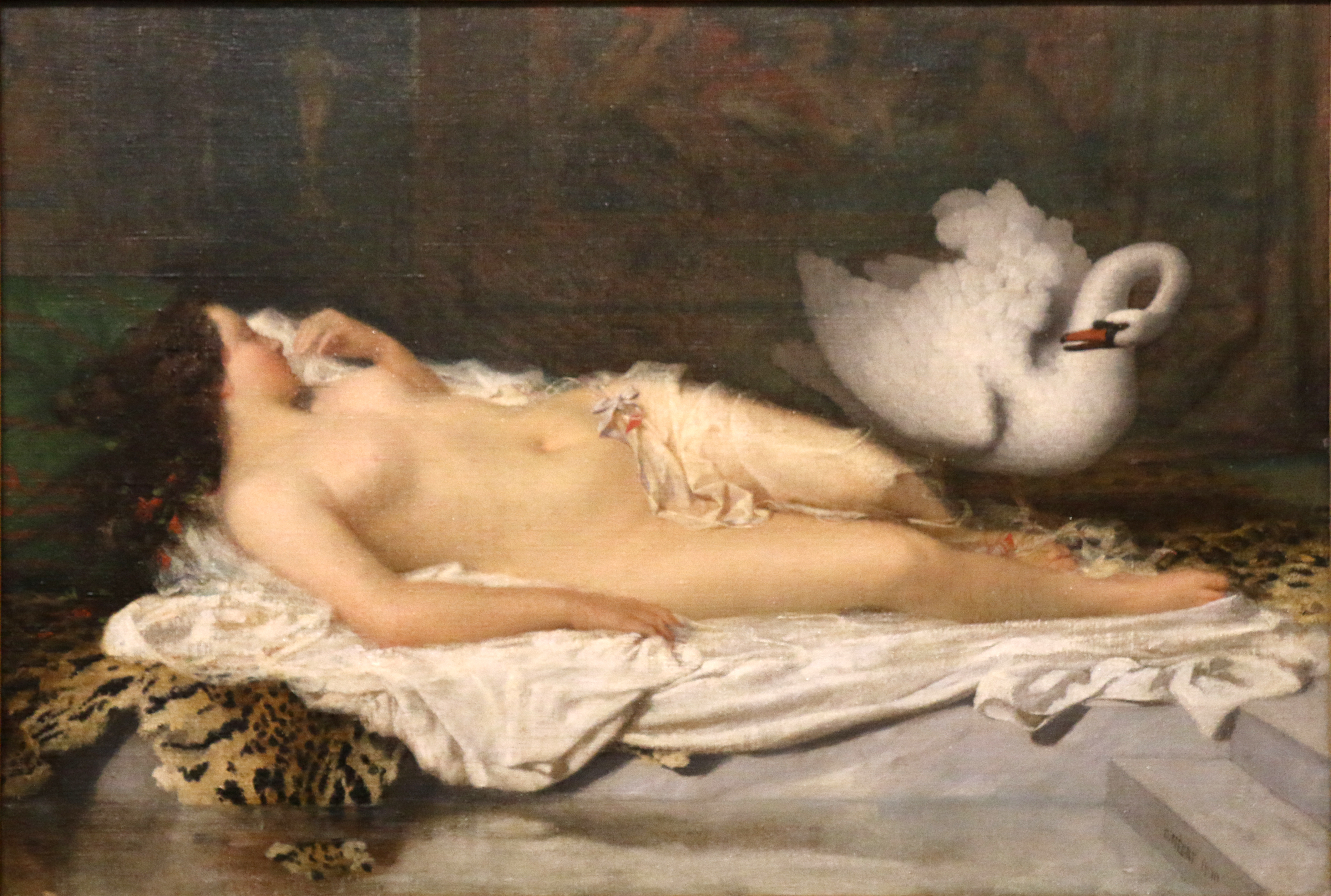
Léda et le cygne
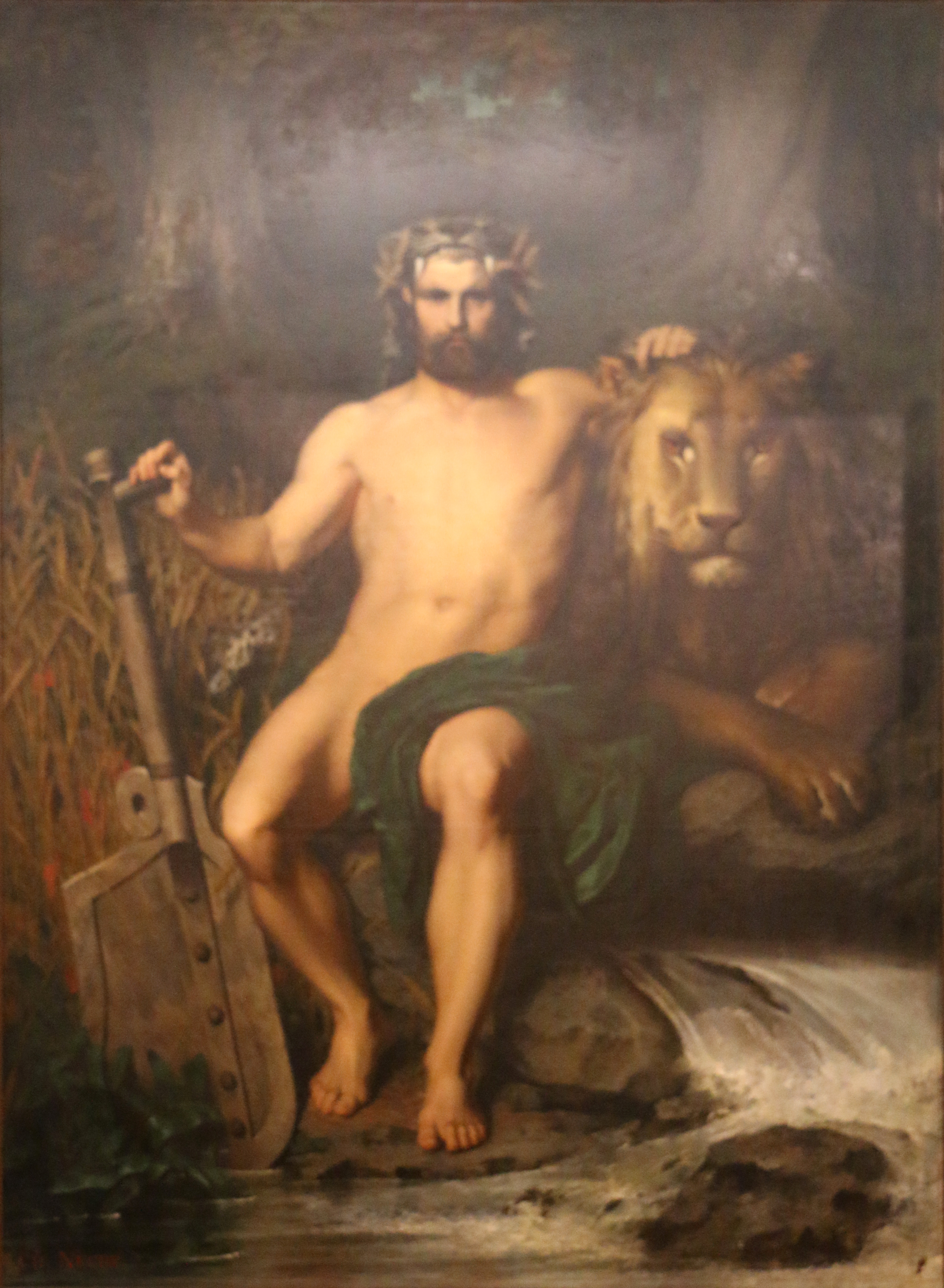
La puissance de l'homme.
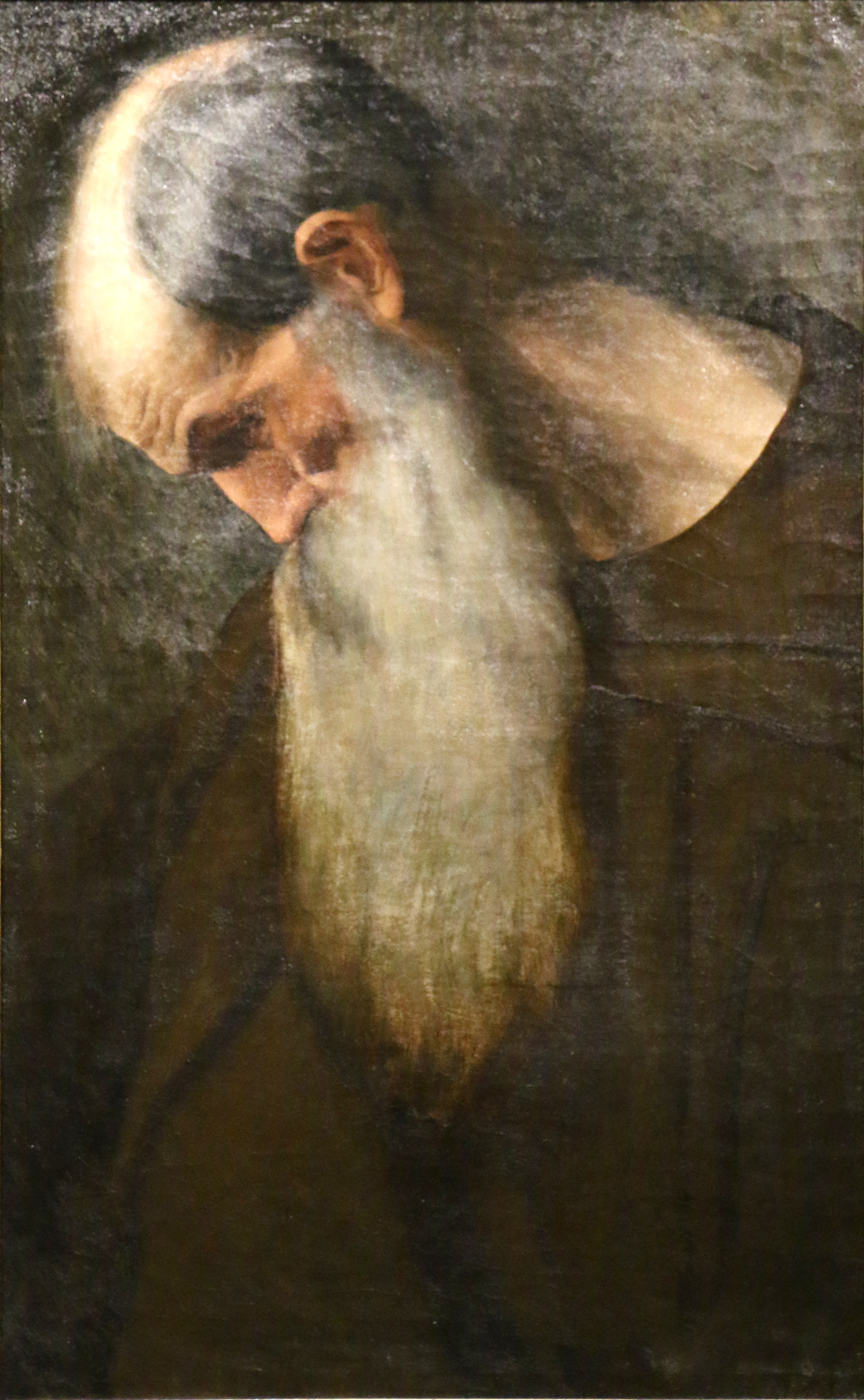
Étude de tête de moine
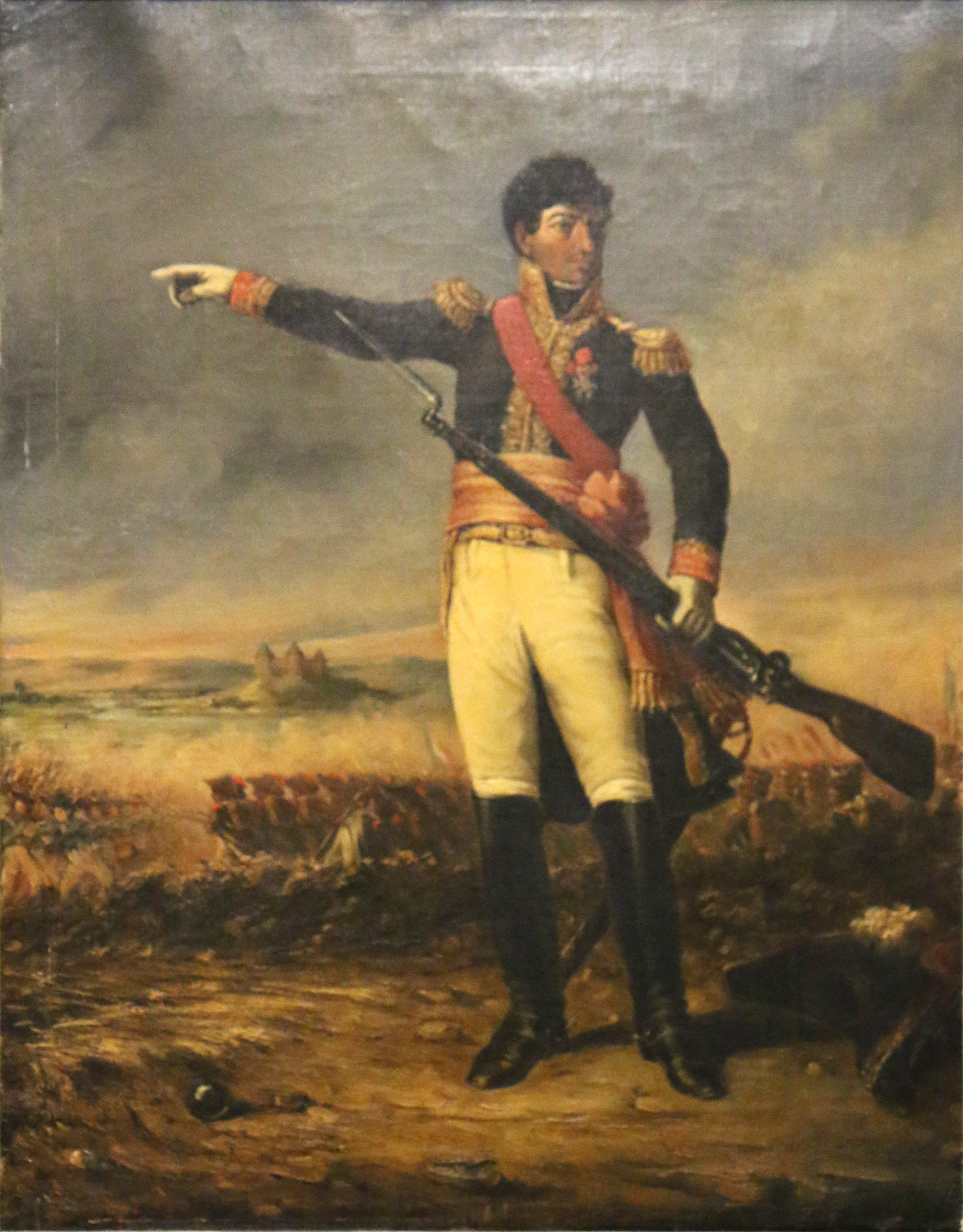
Portrait du général comte Gazan de la Peyrière

### 写真

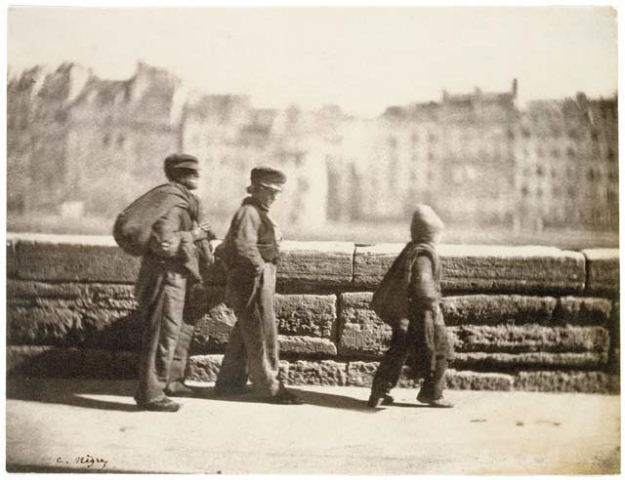
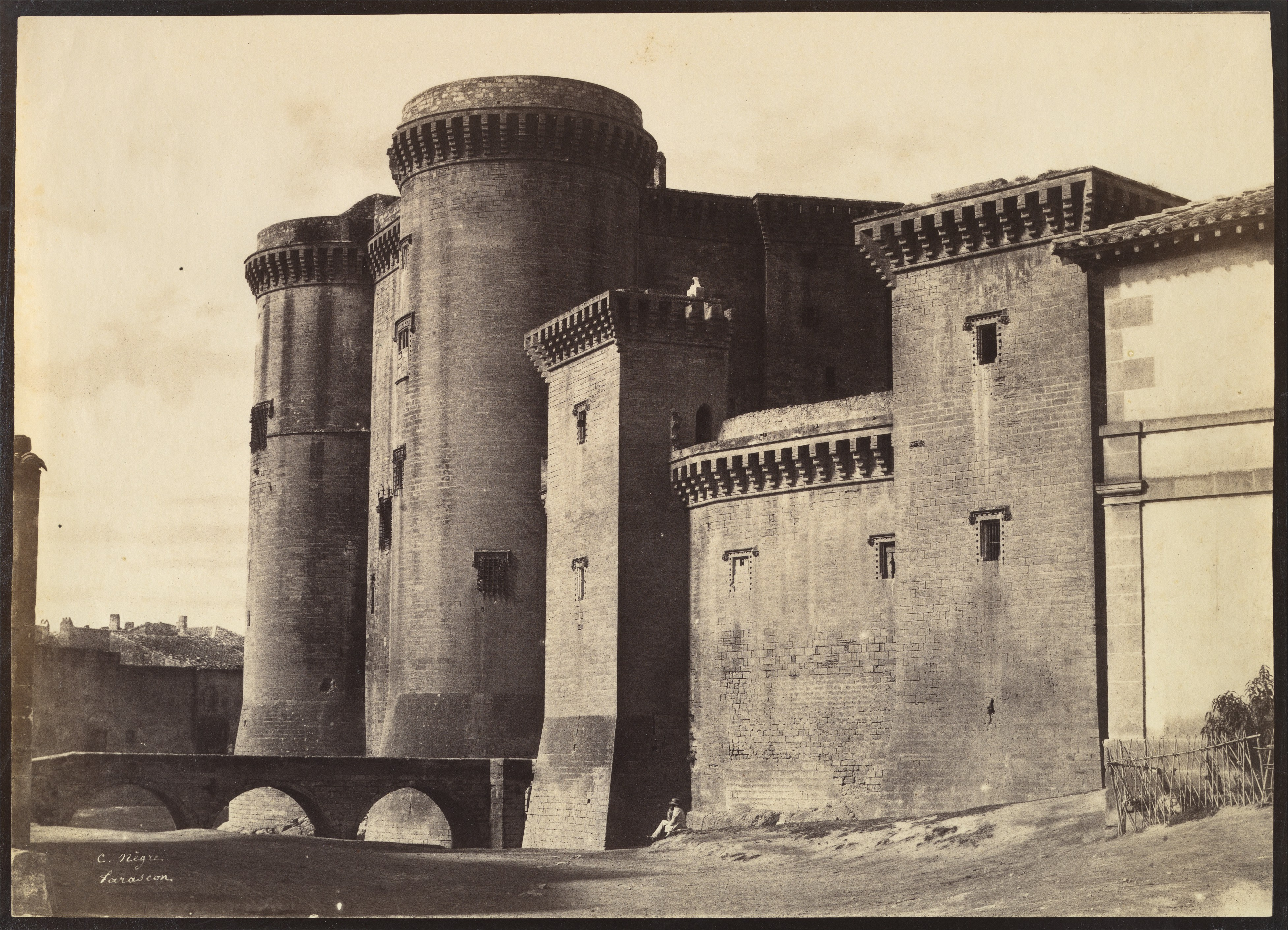
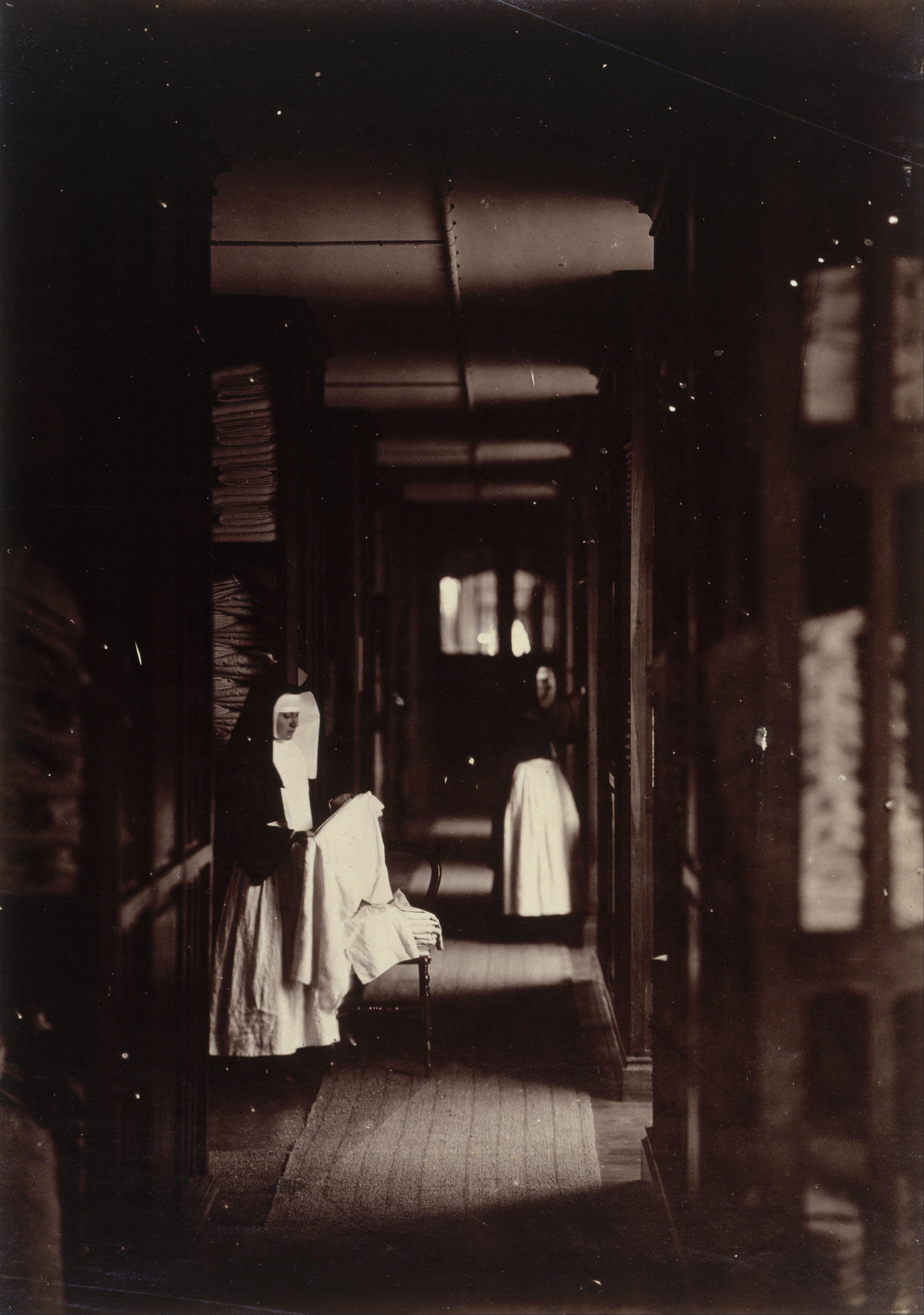
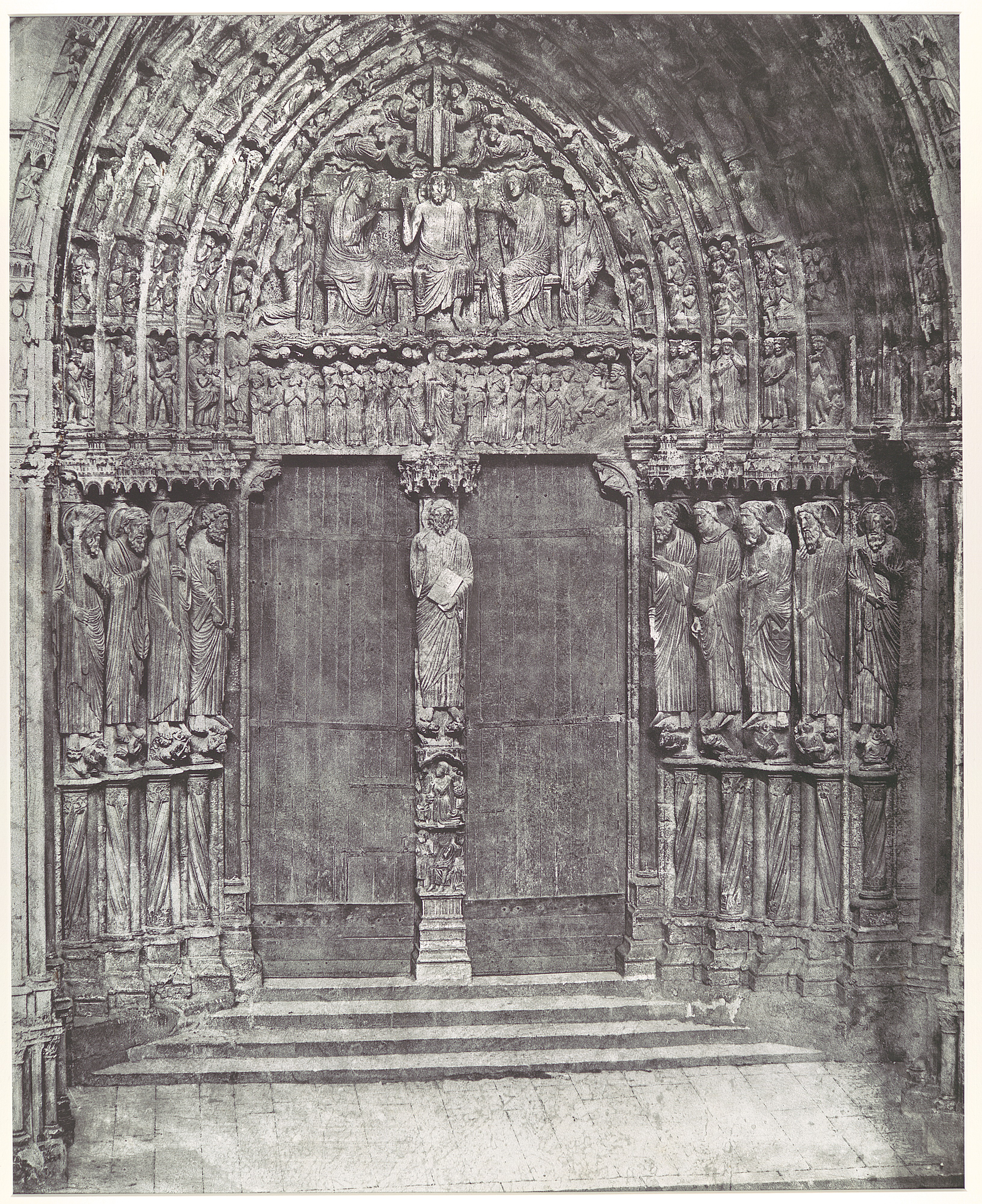